# Михайло Ломоносов (фільм, 1986)
«Михайло Ломоносов» — радянський багатосерійний фільм 1986 року про історію Росії XVIII століття (з 1725 по 1765 рік) про життя і діяльність російського вченого і літератора Михайла Ломоносова. Фільм складається з трьох розділів: «Від надр своїх», «Врата вченості» і «Во славу Батьківщини», в кожному з яких по три серії.

## Сюжет
У фільмі розповідається про дитячі та юнацькі роки Ломоносова, проведених в Архангельській губернії в будинку батька, селянина — помора. Однією з найбільш вражаючих подій того часу стало відвідування Соловецького монастиря і зустріч зі старообрядцем Мошкарем. Неабиякий розум і прагнення до знань спонукають юного Михайло Ломоносова покинути рідні місця. Потайки від батька, приставши до обозу, він іде до Москви і потрапляє в московську Слов'яно-греко-латинську академію. Починається нове життя.
Михайло Ломоносов продовжує освіту в Петербурзі, а потім в Німеччині. Повернувшись на батьківщину, стає ад'юнктом по фізичному класу при Петербурзькій Академії наук. Він вступає в боротьбу за становлення і розвиток російської науки. Ломоносов домагається фантастичних для того часу результатів і отримує звання професора. При його сприянні в 1755 році урочисто відкривається Московський університет.
Роки царювання імператриці Єлизавети — час розквіту діяльності Ломоносова. У науці, просвіті, поезії настає епоха[джерело?] Ломоносова. За його ініціативою будуються верфі і фабрики. Він визнаний не тільки на батьківщині, але відомий в Європі. Непросто складаються взаємини великого вченого з імператрицею Катериною, що зійшла в 1762 році на російський престол.

## У ролях
| Актор                 | Роль                                                                                |
| --------------------- | ----------------------------------------------------------------------------------- |
| Віктор Степанов       | Ломоносов в зрілі роки                                                              |
| Ігор Волков           | Ломоносов в молодості (в другому фільмі озвучує Віктор Степанов)                    |
| Олександр Михайлов    | Михайло Ломоносов в підлітковому віці                                               |
| Ілзе Лієпа            | Єлизавета Андріївна Ломоносова (Елізабет Крістіна Цільх)                            |
| Анатолій Васильєв     | батько Ломоносова Василь Дорофійович                                                |
| Людмила Полякова      | мачуха Ломоносова Ірина Семенівна Карельська                                        |
| Андрій Дударенко      | Мошкар                                                                              |
| Сос Саркісян          | Феофан Прокопович (озвучує Олександр Лазарєв)                                       |
| Олександр Ткаченок    | Нечаєв                                                                              |
| Михайло Солодовник    | Бірон                                                                               |
| Леонід Плешаков       | Батько Семен                                                                        |
| Дмитро Діджіокас      | Петро I                                                                             |
| Сем Ціхоцький         | Голіцин                                                                             |
| Анна Фроловцева       | Катерина I                                                                          |
| Кирило Козаков        | Петро II                                                                            |
| Марія Поліцеймако     | Анна Іванівна                                                                       |
| Наталія Сайко         | Єлизавета Петрівна                                                                  |
| Борис Плотніков       | Петро III                                                                           |
| Катрін Кохв           | Катерина II                                                                         |
| Марина Федіна         | Катерина Дашкова                                                                    |
| Андрій Болтнєв        | Каргопольский                                                                       |
| Микола Карнаухов      | Мілюков                                                                             |
| Геннадій Юхтін        | майор                                                                               |
| Костянтин Сопельников | Іван (батько) і його син Федот Шубіни                                               |
| Дмитро Кознов         | Крашенінніков                                                                       |
| Сергій Тарамаєв       | семінарист Дмитро Семенов                                                           |
| Володимир Дьомін      | батько Арсеній                                                                      |
| Микола Бармін         | генерал-лейтенант Ігнатьєв                                                          |
| Олег Меньшиков        | Дмитро Виноградов                                                                   |
| Олексій Жарков        | Тарас Васильович Постников                                                          |
| Юрі Ярвет             | Христіян Вольф (озвучує Олександр Дем'яненко)                                       |
| Віктор Сергачов       | Генкель                                                                             |
| Олександр Сірін       | Леонард Ейлер                                                                       |
| Вернер Годеман        | Йоганн Себастьян Бах                                                                |
| Сергій Коковкин       | Тредіаковський                                                                      |
| Юрій Волков           | Шумахер                                                                             |
| Микола Прокопович     | Крафт                                                                               |
| Євген Дворжецький     | Пюттер                                                                              |
| Борис Хімічев         | Кнопс                                                                               |
| Ельвіра Жебертавічюте | вдова Цільх                                                                         |
| Сергій Плотников      | Андрій Нартов                                                                       |
| Олександр Домогаров   | Олександр Сумароков в молодості                                                     |
| Олександр Прошкін     | голос за кадром Олександр Сумароков в зрілі роки (7-ма серія; в титрах не вказано ) |
| Леонід Ярмольник      | Ріхман                                                                              |
| Георгій Дрозд         | Тауберт                                                                             |
| Валерій Афанасьєв     | Фома                                                                                |
| Анастасія Деревщикова | Олена Ломоносова                                                                    |
| Іван Воронов          | Міллер                                                                              |
| Олександр Стариков    | Теплов (озвучує Олексій Сафонов)                                                    |
| Аристарх Ліванов      | Кирило Григорович Розумовський                                                      |
| Дмитро Писаренко      | Іван Шувалов                                                                        |
| Марина Яковлєва       | Мотря                                                                               |
| Лев Лемке             | інспектор гімназії                                                                  |
| Володимир Пінчевський | Шлецер                                                                              |
| Андрій Молотков       | Румовський                                                                          |
| Борис Клюєв           | Григорій Орлов                                                                      |
| Олександр Берда       | Олексій Орлов                                                                       |
| Олександр Шворін      | Микита Панін                                                                        |
| Сергій Мучеников      | Іван Єлагін                                                                         |
| Андрій Подош'ян       | Олексій Константинов                                                                |
| Володимир Чуприков    | Горчаков                                                                            |
| Георгій Тейх          | дядько Петра III                                                                    |
| Сергій Варчук         | Гриня                                                                               |
| Петро Меркур'єв       | вчитель молодших класів Спаської школи                                              |
| Володимир Большов     | юродивий Архіпич                                                                    |
| Олександр Аверков     | студент                                                                             |
| Олексій Нікульников   | студент                                                                             |
| Андрій Гусєв          | студент                                                                             |
| Анатолій Єгоров       | бородатий                                                                           |
| Валентин Брилєєв      | Шинкар (7-ма серія)                                                                 |
| Юрій Леонідов         | епізод                                                                              |
| Микола Аверюшкин      | секретар Шумахера                                                                   |
| Валерій Долженков     | співак (8-ма серія)                                                                 |
| Яна Друзь             | дочка голландського капітана (2-га серія)                                           |

## Знімальна група
- Сценаристи: Леонід Нехорошев, Олег Осетинський
- Режисер: Олександр Прошкін
- Оператор: Валентин Макаров
- Композитор: Володимир Мартинов
- Художник: Вадим Кислих
- Художник по костюмах: Тетяна Вадецька